# Afif Safieh
Afif Safieh (* 4. Mai 1950 in Jerusalem) ist ein palästinensischer römisch-katholischer Politikwissenschaftler, Diplomat und Auslandsrepräsentant der Palästinensischen Autonomiegebiete.

## Leben und Wirken
Safieh besuchte das Jerusalemer College Des Freres. Im Jahr 1972 erlangte er ein Diplom für politische Wissenschaften und internationale Beziehungen von der Katholischen Universität von Louvain in Belgien. Er war von 1969 bis 1971 Präsident der Palästinensischen Studenten-Union in Belgien und von 1974 bis 1975 in Frankreich. Zwischen 1976 und 1978 leitete er als Bevollmächtigter Direktor der Palästinensischen Befreiungsorganisation (PLO) deren Beobachter-Mission bei den Vereinten Nationen in Genf. Später wurde er Stabsmitglied in Präsident Arafats Dienstsitz in Beirut, wo er mit der Pflege der europäischen Angelegenheiten und der UNO-Institutionen befasst war.
Zwischen 1981 und 1985 war er als Forscher am Zentrum für Europäische Studien an der Katholischen Universität Louvain tätig. Danach war er Gaststudent am Zentrum für Internationale Angelegenheiten der Harvard-Universität. In dieser Zeit bekam er Kontakt zu Mitarbeitern der Christlichen Friedenskonferenz, die sich mit der palästinensischen Nationalbewegung solidarisch erklärt hatten, und nahm im Juli 1985 an der VI. Allchristlichen Friedensversammlung in Prag teil. Von 1987 bis 1990 war Safieh PLO-Repräsentant in den Niederlanden und war auch einbezogen in die Verhandlungen, die im November/Dezember in Stockholm zur Aufnahme des direkten Amerikanisch-Palästinensischen Dialogs führten. Von September 1990 bis zum Jahr 2005 war er Oberster Bevollmächtigter der palästinensischen Autonomiebehörde in Großbritannien.
Im Januar 1995 wurde er beauftragt, die Verbindung zur Internationalen Treuhand-Kommission der Universität Bethlehem herzustellen, einer vom Vatikan unterstützten palästinensischen Bildungseinrichtung. Nachdem er zum palästinensischen Hauptbevollmächtigten am Heiligen Stuhl ernannt wurde, überreichte er 1995 Papst Johannes Paul II. sein Beglaubigungsschreiben. Eine Sammlung mit Aufsätzen von Safieh erschienen in zwei Buchveröffentlichungen: „Selbst-Bestimmung“, 1986 herausgegeben vom Al-Fajr Verlag, sowie „Ein Volk zuviel?“, erschienen 1987 in Den Haag.
Am 26. Oktober 2005 absolvierte Safieh in Washington, D.C. seinen Antrittsbesuch als PLO-Vertreter in den USA. Seit 2008 ist Safieh PLO-Botschafter in der Gemeinschaft Unabhängiger Staaten (GUS). Safieh beteiligt sich neben seinen diplomatischen Verpflichtungen an publizistischen Aktivitäten in den Printmedien und den Rundfunk- und Fernsehkanälen. Der israelische Schriftsteller und Friedensaktivist Uri Avnery nannte ihn wegen seiner intelligenten und sachbezogenen Lösungsvorschläge einen „palästinensischen Mandela“.
Afif Safieh ist verheiratet und Vater von zwei Töchtern.

## Veröffentlichungen
- Self-determination, 1986 Al-Fajr Printing Press
- One People Too Many? 1987 Hague